# Abbé Pierre
Henri Grouès, znany bardziej jako abbé Pierre (ur. 5 sierpnia 1912 w Lyonie, zm. 22 stycznia 2007 w Paryżu) – francuski ksiądz katolicki, członek zakonu kapucynów, założyciel ruchu Emmaüs, którego celem jest pomoc najuboższym, bezdomnym, a także uchodźcom, odznaczony Krzyżem Wielkim Legii Honorowej.

## Życiorys
Henri Grouès urodził się w bogatej lyońskiej rodzinie handlarzy jedwabiem jako trzecie z siedmiorga dzieci. Jego rodzice byli bardzo religijni, ojciec był członkiem bractwa religijnego opiekującego się ubogimi. W 1931 Henri zrzekł się rodzinnej fortuny i wstąpił do zakonu kapucynów, gdzie przyjął imię: Philippe. W 1932 trafił do klasztoru w Crest, gdzie został wyświęcony w 1938. W kwietniu 1939 został wikariuszem w parafii w Grenoble.
Po wybuchu wojny jako młody ksiądz trafił do armii. Niektóre źródła podają, że po klęsce Francji wrócił do Grenoble, gdzie w 1942 spotkał dwoje żydowskich dzieci, którym pomógł w przedostaniu się do Szwajcarii, tworząc dla nich fałszywe dokumenty. Później zaczął również działać we francuskim ruchu oporu, gdzie przyjął używany także później pseudonim: „abbé Pierre” (pol. „ojciec Piotr”). W 1944 trafił do Hiszpanii, a później dołączył do de Gaulle’a w Algierze. Stał się ważną postacią ruchu oporu, a jego kariera polityczna trwała jeszcze kilka lat po zakończeniu wojny. W latach 1945–1951 zasiadał jako deputowany departamentu Meurthe i Mozela we francuskim Zgromadzeniu Narodowym.

## Działalność charytatywna
W 1949 założył stowarzyszenie Emmaüs, którego celem jest niesienie pomocy najuboższym, a zwłaszcza bezdomnym. Sieć „wspólnot Emmaüs” zajmuje się sprzedażą przedmiotów otrzymanych od darczyńców, zyski przeznaczane są na budowę mieszkań dla potrzebujących. Działalność abbé Pierre’a została dostrzeżona zwłaszcza podczas wyjątkowo mroźnej zimy roku 1954, gdy wielu bezdomnych zmarło z zimna. 1 lutego 1954 abbé Pierre wystosował na antenie Radia Luksemburg apel do Francuzów wzywający do „rewolucji dobroci” (insurrection de la bonté). Zebrano wówczas około 500 milionów franków na pomoc bezdomnym. Od tego czasu abbé Pierre cieszył się wyjątkową popularnością wśród rodaków, którzy nazywali go często „bohaterem” lub „sprawiedliwym”. Wielokrotnie zajmował pierwsze miejsce w ankietach na najważniejszą osobowość roku.

## Wypowiedzi i kontrowersje
W 2005 ukazał się wywiad rzeka z abbé Pierre Mon Dieu... pourquoi? (wyd. pol. Mój Boże… dlaczego?), w którym 93-letni ksiądz przedstawił swoją wizję Kościoła i świata. Szczególną uwagę mediów przykuły jednak jego wyznania o doświadczeniach seksualnych już po wyświęceniu na księdza. W tym wywiadzie wyraził jednocześnie swoje wątpliwości co do słuszności nakazu celibatu księży katolickich oraz zakazu wyświęcania kobiet. Wyraził również duże zrozumienie dla związków homoseksualnych oraz chęci wychowywania przez nich dzieci.
Negował również oficjalne nauczanie Kościoła katolickiego dotyczące antykoncepcji.
Pierwszym polskim tłumaczeniem myśli abbé Pierre’a jest książka będąca zbiorem wybranych wypowiedzi z lat 1954–1955 Abbé Pierre woła (ss. 263), wydana nakładem Księgarni św. Wojciecha w 1958, w przekładzie s. Katarzyny z Lasek.

## Nadużycia seksualne
W 2024 abbé Pierre został oskarżony o napaści i nadużycia seksualne w okresie 1970–2005 wobec co najmniej siedmiu kobiet – pracownic i wolontariuszek ruchu Emmaüs oraz młodych kobiet z kręgu bliskich znajomych. Emmaüs powołała do życia niezależną grupę badaczy, której celem było zbadanie zasadności oskarżeń o napaści i nadużycia seksualne. Grupa ustaliła, że od lat 70. do 2005 roku, Pierre molestował seksualnie przynajmniej siedem kobiet, z których jedna była w momencie dokonywania tych czynów – niepełnoletnia. Emmaus podkreśliła w swoim oświadczeniu, iż uzasadnione jest założenie, że dotknięte molestowaniem zostały również inne osoby, ale trudno oszacować ile ich było. Do 2025 roku ujawniono już ponad 30 takich przypadków, w tym jeden, gdy napastowanym przez duchownego był chłopiec w wieku 13 lat.